# Juno (trilha sonora)
Juno é uma trilha sonora do filme Juno, lançado em 2007. O álbum compila principalmente músicas de indie rock dos anos 2000 e foi lançado pela Rhino Entertainment em 11 de dezembro de 2007. Ele recebeu tanto sucesso crítico e comercial que outras compilações e relançamentos expandidos foram lançados nos anos subsequentes.

## Lista de Faixas
1. Barry Louis Polisar – "All I Want Is You" (2:37)
2. Kimya Dawson – "My Rollercoaster" (0:53)
3. The Kinks – "A Well Respected Man" (2:43)
4. Buddy Holly – "(Ummm, Oh Yeah) Dearest" (1:53)
5. Mateo Messina – "Up the Spout" (0:53)
6. Kimya Dawson – "Tire Swing" (3:07)
7. Belle & Sebastian – "Piazza, New York Catcher" (3:01)
8. Kimya Dawson – "Loose Lips" (2:24)
9. Sonic Youth – "Superstar" (4:06)
10. Kimya Dawson – "Sleep" (0:53)
11. Belle & Sebastian – "Expectations" (3:35)
12. Mott the Hoople – "All the Young Dudes" (3:35)
13. Kimya Dawson – "So Nice So Smart" (2:47)
14. Cat Power – "Sea of Love" (2:23)
15. Kimya Dawson and Antsy Pants – "Tree Hugger" (3:14)
16. The Velvet Underground – "I'm Sticking with You" (2:29)
17. The Moldy Peaches – "Anyone Else but You" (2:59)
18. Antsy Pants – "Vampire" (1:20)
19. Michael Cera and Elliot Page – "Anyone Else but You" (1:56)